# Coppa Fiera di Mercatale
La Coppa Fiera di Mercatale è una corsa in linea maschile di ciclismo su strada che si svolge annualmente a Mercatale Valdarno, in provincia di Arezzo, il martedì prima di Pasqua. È riservata ai corridori Elite e Under-23 e fa parte del calendario regionale FCI come gara di classe UCI 1.19.

## Albo d'oro
Aggiornato all'edizione 2023.
| Anno      | Vincitore            | Secondo              | Terzo                      |
| --------- | -------------------- | -------------------- | -------------------------- |
| 1951      | Mario Vestri         |                      |                            |
| 1952      | Idrio Bui            |                      |                            |
| 1953      | Non disputata        | Non disputata        | Non disputata              |
| 1954      | Francesco Perona     |                      |                            |
| 1955-1956 | Non disputata        | Non disputata        | Non disputata              |
| 1957      | Paolo Borghi         |                      |                            |
| 1958-1959 | Non disputata        | Non disputata        | Non disputata              |
| 1960      | Mario Zanchi         |                      |                            |
| 1961      | Rolando Picchiotti   |                      |                            |
| 1962-1963 | Non disputata        | Non disputata        | Non disputata              |
| 1964      | Gino Muccini         |                      |                            |
| 1965      | Edoardo Gregori      |                      |                            |
| 1966      | Alfio Pioli          |                      |                            |
| 1967      | Alfio Pioli          |                      |                            |
| 1968      | Non disputata        | Non disputata        | Non disputata              |
| 1969      | Loris Vignolini      |                      |                            |
| 1970      | Non disputata        | Non disputata        | Non disputata              |
| 1971      | Salvatore Ghisellini |                      |                            |
| 1972      | Vittorio Algeri      |                      |                            |
| 1973      | Alfredo Chinetti     |                      |                            |
| 1974      | Vittorio Algeri      |                      |                            |
| 1975      | Phil Edwards         |                      |                            |
| 1976      | Angelo Tosoni        |                      |                            |
| 1977      | Alf Segersäll        | Walter Clivati       | Claudio Corti              |
| 1978      | Marino Bastianello   |                      |                            |
| 1979      | Gianni Giacomini     |                      |                            |
| 1980      | Piergiorgio Angeli   |                      |                            |
| 1981      | Enzo Serpelloni      |                      |                            |
| 1982      | Patrizio Gambirasio  |                      |                            |
| 1983      | Marco Barbin         |                      |                            |
| 1984      | Maurizio Vandelli    |                      |                            |
| 1985      | Maurizio Vandelli    |                      |                            |
| 1986      | Fabio Roscioli       |                      |                            |
| 1987      | Fabrizio Bontempi    |                      |                            |
| 1988      | Antonio Fanelli      |                      |                            |
| 1989      | Germano Pierdomenico |                      |                            |
| 1990      | Biagio Conte         |                      |                            |
| 1991      | Wladimir Belli       | Sauro Pioppi         |                            |
| 1992      | Andrea Peron         | Gianluca Brugnami    |                            |
| 1993      | Alessandro Bertolini |                      |                            |
| 1994      | Gianluca Pianegonda  |                      |                            |
| 1995      | Stefano Dante        |                      |                            |
| 1996      | Giuliano Figueras    |                      |                            |
| 1997      | Giuseppe Palumbo     | Luca Belluomini      | Giuliano Figueras          |
| 1998      | Ruggero Marzoli      | Rinaldo Nocentini    | Paolo Bossoni              |
| 1999      | Ivan Basso           | Volodymir Gustov     | Jamie Burrow               |
| 2000      | Stefano Guerrini     |                      |                            |
| 2001      | Giampaolo Caruso     | Jaroslav Popovyč     | Sergej Kruševskij          |
| 2002      | Pasquale Muto        | Luca Solari          | Antonio Aldape             |
| 2003      | Andrea Giupponi      |                      |                            |
| 2004      | Matej Mugerli        | Elia Rigotto         | Mirko Allegrini            |
| 2005      | Riccardo Riccò       | Marco Bandiera       | Vasil' Kiryenka            |
| 2006      | Alessandro Proni     | Gianluca Coletta     | Dmytro Hrabovs'kyj         |
| 2007      | Francesco Ginanni    | Gianluca Brambilla   | Mirko Battaglini           |
| 2008      | Emanuele Vona        | Giuseppe De Maria    | Alessandro Raisoni         |
| 2009      | Paolo Ciavatta       | Gianluca Brambilla   | Kristijan Koren            |
| 2010      | Marco Canola         | Carlos Quintero      | Francesco Manuel Bongiorno |
| 2011      | Nicola Boem          | Julián Arredondo     | Andrea Palini              |
| 2012      | Nicola Boem          | Andrea Fedi          | Enrico Barbin              |
| 2013      | Luca Benedetti       | Andrea Zordan        | Davide Villella            |
| 2014      | Alessandro Tonelli   | Mirco Maestri        | Simone Andreetta           |
| 2015      | Francesco Rosa       | Mirko Trosino        | Luis Martínez Gómez        |
| 2016      | Paolo Baccio         | Marco Bernardinetti  | Jacopo Mosca               |
| 2017      | Seid Lizde           | Aljaksandr Rabušėnka | Andrea Toniatti            |
| 2018      | Samuele Battistella  | Christian Scaroni    | Andrea Toniatti            |
| 2019      | Matteo Sobrero       | Sebastiano Mantovani | Marco Murgano              |
| 2020-2022 | Non disputata        | Non disputata        | Non disputata              |
| 2023      | Fabio Garzi          | Luca Cavallo         | Nicolò Arrighetti          |
| 2024      | Michael Belleri      | Nicolo' Arrighetti   | Edoardo Zamperini          |